# Riedelia macranthoides
Riedelia macranthoides là một loài thực vật có hoa trong họ Gừng. Loài này được Theodoric Valeton miêu tả khoa học đầu tiên năm 1913.

## Phân bố
Loài này được tìm thấy ở Naumoni, ở tây bắc đảo New Guinea, thuộc địa phận tỉnh Papua, Indonesia. Mẫu vật điển hình: M. Moszkowski 333 do Max Moszkowski thu thập.